# L'eliminatore - Eraser
L'eliminatore - Eraser (Eraser) è un film del 1996, diretto da Chuck Russell e interpretato da Arnold Schwarzenegger, James Caan e Vanessa L. Williams.

## Trama
John Kruger è uno Us Marshal che lavora per il Programma di protezione della sicurezza dei testimoni (WITSEC) specializzato nella "cancellazione" di testimoni di alto profilo, fingendo la loro morte per tenerli al sicuro da coloro che potrebbero volerli mettere a tacere. A John è stato assegnato dal suo capo, Arthur Beller, il compito di proteggere Lee Cullen, un alto dirigente per l'appaltatore della difesa Cyrez Corporation, mentre Lee informava l'FBI che il suo datore di lavoro William Donohue, il corrotto CEO di Cyrez, ha intenzione di vendere un fucile a impulsi elettromagnetici top secret, sul mercato nero.
Per procurarsi le prove, Lee copia i dati critici dal mainframe Cyrez su due dischi: uno per l'FBI e l'altro come sua sicurezza. Tuttavia, Donohue prende il sopravvento su Lee che accede al mainframe e la convoca immediatamente nel suo ufficio. Dopo aver confiscato la telecamera nascosta di Lee e averla minacciata con una pistola, Donohue si suicida davanti a lei. Contrariata con l'FBI per non aver garantito la sua sicurezza, consegna le prove ma si rifiuta di sottoporsi alla WITSEC, nonostante il consiglio di John. Sfortunatamente, il disco dell'FBI è intercettato da una talpa che lavora per il sottosegretario alla Difesa Daniel Harper, che si rivela essere la vera mente dietro la vendita di armi.
Quella notte, la casa di Lee viene attaccata da uomini armati guidati da un uomo con un fucile EM. John salva Lee e la porta a New York per nasconderla, mantenendo la sua posizione segreta anche alla WITSEC. Tuttavia, John apprende presto dal suo mentore, il collega Us Marshal Robert Deguerin, che diversi testimoni sono stati uccisi perché una talpa in WITSEC sta perdendo informazioni e devono trasferire i loro testimoni. Inseguono una cabina remota e uccidono i mercenari che tengono in ostaggio il testimone di Deguerin, ma Deguerin la uccide durante il raid, rivelando che lui è la talpa e un giocatore chiave della vendita di armi. Quando John capisce che Deguerin è la talpa, Deguerin ha già rintracciato Lee a New York e ha incastrato John come la talpa uccidendo il vice di Wexec, Monroe con la pistola di John. John fugge e salva Lee dagli uomini armati di Deguerin in pochissimo tempo. Con Lee e John spariti, Deguerin li ha entrambi etichettati come fuggiaschi, tagliando via qualsiasi evasione dalla città.
John, Lee e Johnny Casteleone, un testimone di mafia che John ha salvato tempo addietro, penetrano nell'ufficio di Cyrez per leggere la copia codificata da Lee. Il disco rivela che alle banchine di Baltimora, Deguerin e i suoi cospiratori hanno in programma di vendere 1000.000 unità di fucili EM al famigerato boss della mafia russa Sergei Ivanovich Petrofsky, che minaccia di inaugurare una nuova pericolosa era del terrorismo globale. Gli agenti del Cyrez individuano il luogo in cui si trovano e Deguerin rapisce Lee e la fa portare sul molo dove viene caricata una spedizione per rotaie su un cargo russo. Fortunatamente, Johnny ha il suo cugino gangster Tony Due-Dita e i suoi due associati usano le loro connessioni sindacali per aiutare John a fermare la spedizione uccidendo tutti gli scagnozzi di Deguerin e Petrofsky, incluso Petrofsky. In una battaglia finale in cima a un container, Deguerin tiene Lee in ostaggio, ma John riesce a liberarla e manomettere l'ingranaggio della gru container, facendo cadere Deguerin e il container a terra ed esponendo la presenza dei fucili alle autorità arrivate. John salva il ferito Deguerin e lo lascia arrestare dal capo Beller e dalle autorità, cancellando i nomi suoi e di Lee nel processo.
Deguerin, Harper e Morehart sono incriminati per tradimento. Poche settimane dopo si tiene un'udienza, ma con l'implicazione che sotto la giurisdizione civile non sarà possibile condanna e sentenza dei colpevoli. Dopo l'udienza, mentre i cospiratori entrano nella loro limousine tutti sorridenti, John finge pubblicamente la propria morte insieme a Lee a un paio di centinaia di metri di distanza. Mentre i cospiratori discutono sull'opportunità di iniziare una nuova operazione, la loro limousine si ferma su un binario e l'autista, che si rivela essere Johnny in incognito, chiude le porte ed esce dal veicolo. Squilla il telefono, Harper risponde e lo passa a Deguerin, sapendo che non sarà al sicuro, John deride Deguerin con un ultimo messaggio: "Sei stato cancellato" mentre un treno si schianta contro la limousine, facendola a pezzi e uccidendo tutti i cospiratori.